# Дерош
Дерош (англ. Desroches Island, фр. Île Desroches) — крупнейший остров Амирантского архипелага. Принадлежит Республике Сейшельские Острова.

## География
Дерош — коралловый атолл длиной 6,2 км и площадью 3,24 км², расположенный в 230 км юго-западнее острова Маэ.

## История
Назван в честь шевалье де Роша, губернатора Маврикия и Реюньона в 1767—1772 годах. В 1965 году атолл был включён в Британскую территорию в Индийском океане, но в 1976 году возвращён получившим независимость Сейшелам.

## Население
Население — около 50 человек, около половины проживающих на всём архипелаге.

## Туризм
15 км побережья занимают песчаные пляжи. Для туристов на острове построен небольшой отель Desroches Island Resort и аэропорт со взлётно-посадочной полосой длиной 1381 метр.